# Amanda Steele
Amanda Lynn Steele (26 de julio de 1999) es una blogera, modelo y actriz. Empezó su canal de YouTube, MakeupByMandy24, en 2010. Steele es conocida por la temática de moda y maquillaje de su canal. Firmó con la agencia IMG Models a principios de 2016. En 2015, comenzó una colaboración con Quay Australia por una línea de gafas de sol exclusiva. Tuvo el papel principal en el programa Hulu'